# Matthew Boling
Matthew Boling (* 20. Juni 2000), Spitzname White Lightning: „Weißer Blitz“, ist ein US-amerikanischer Leichtathlet.

## Sportliche Laufbahn
Boling war bei den U20-Weltmeisterschaften 2018 im Vorlauf Teil der US-amerikanischen 4-mal-400-Meter-Staffel, die später im Finale ohne ihn Silber gewann. Im Folgejahr bekam Boling nationale Medienaufmerksamkeit, nachdem er die 100 Meter Ende April 2019 mit 18 Jahren in windunterstützten (+4,2 m/s) 9,98 s bewältigte. Bei regulären Bedingungen lief er zwei Wochen später zu 10,13 s (+1,3 m/s), die ihm zum schnellsten Schüler in einem US-amerikanischen reinen High-School-Rennen machten. Mit einer Bestleistung von 8,01 m ist Boling auch im Weitsprung aktiv.